# Otto Pilz

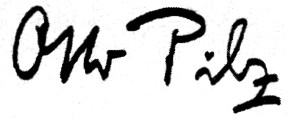
Signatur von Otto Pilz

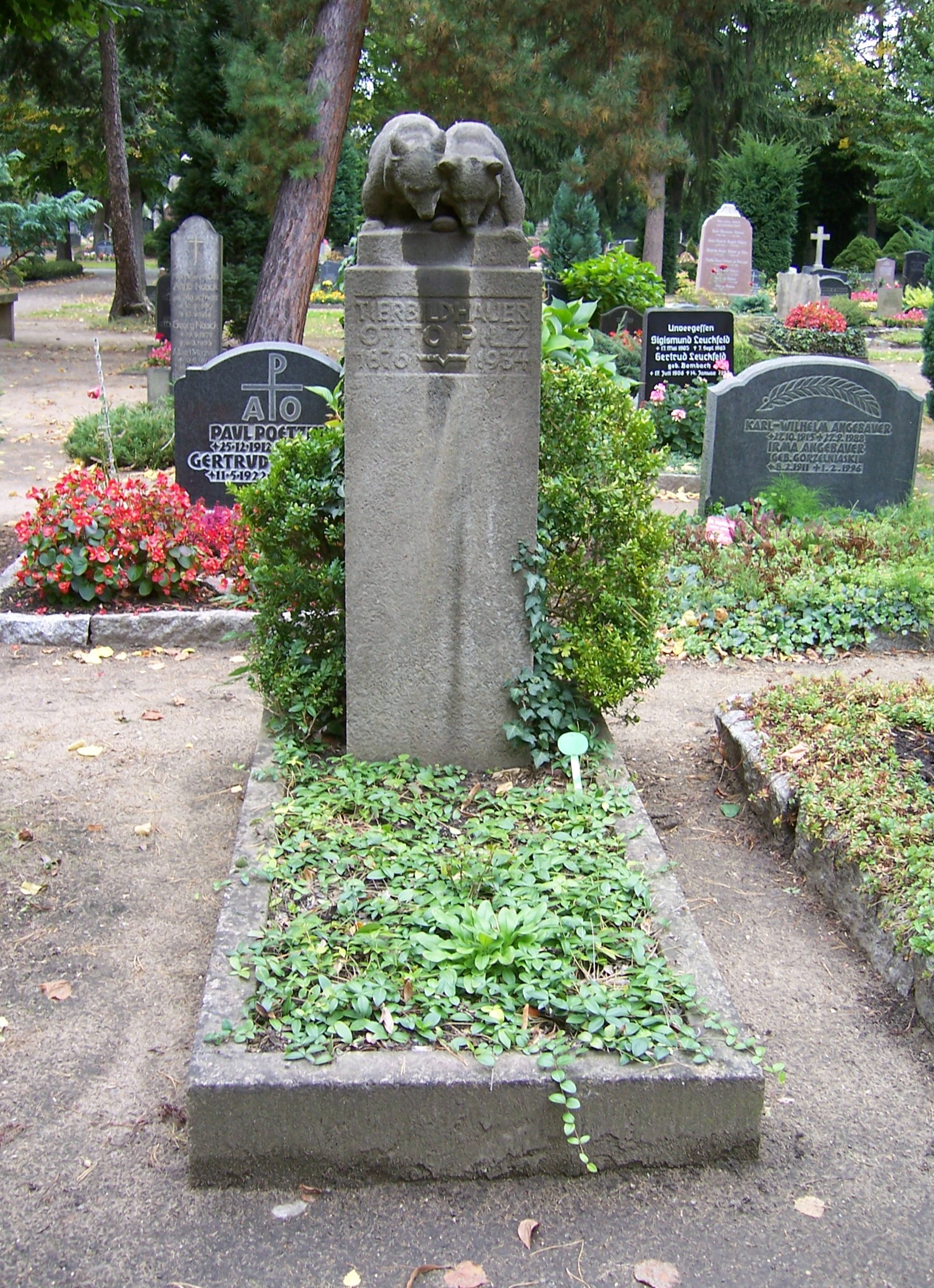
Grab von Otto Pilz auf dem Trinitatisfriedhof in Dresden

Otto Pilz (* 30. April 1876 in Sonneberg; † 1. April 1934 in Dresden) war ein deutscher Bildhauer. Er schuf überwiegend naturalistische Tierplastiken.

## Leben
Pilz wurde als erstes von drei Kindern eines Spielzeugfabrikanten in Sonneberg geboren. Seine Mutter verstarb bereits 1887. Pilz war an der Industrieschule Sonneberg ein Schüler Reinhard Möllers und ging 1895 nach Dresden, wo er an der Königlich Sächsischen Kunstgewerbeschule unter Direktor Carl Ludwig Theodor Graff (1844–1906) bei Hugo Spieler (1854–1922), Alfred Diethe (1836–1919) und Paul Hermann Naumann (1851–1938) unter anderem figürliches Modellieren studierte. Mit dem Bildhauer Oskar Erich Hösel (1869–1953) reiste Pilz Anfang Juni 1898 für mehrere Wochen nach Griechenland und in den Orient, bevor er im Wintersemester 1898 seine Studien bei Gerhard Janensch und Ernst Herter an der Königlich Preußischen Akademie für Bildende Künste in Berlin fortsetzte.
Vermutlich um 1902 beendete er sein Studium und ging zunächst nach Sonneberg und zum Jahresende nach Wedell bei Arnswalde, wo er die Tierwelt studierte, die in seinem bildhauerischen Gesamtwerk eine zentrale Rolle spielt. Pilz kehrte 1905 in die Nähe von Dresden zurück und lebte zunächst im Künstlerhaus Dresden-Loschwitz, für dessen Treppenhaus er 1907 die erhaltene Figur Leuchtenmann schuf, und ab 1908 in Blasewitz und Striesen. Vermutlich 1913 heiratete er Erna Lucie Paula Elm. Der Ehe entstammte Sohn Peter, der im Zweiten Weltkrieg fiel. Erna Pilz überlebte beide und starb am 29. Mai 1957 in Dresden.
Im Jahr 1915 wurde Pilz im Zuge des Ersten Weltkriegs als Landsturmmann zu einer Grenzschutzeinheit im Osterzgebirge eingezogen. Zu dem Zeitpunkt war er Mitglied der Künstlervereinigung Die Zunft, in die er 1909 aufgenommen wurde. Im selben Jahr wurde er Gründungsmitglied der Künstlervereinigung Dresden, der er bis 1921 angehörte. Von 1923 bis 1927 war Pilz Vorstandsmitglied des Sächsischen Kunstvereins. Zum 1. Mai 1933 trat Pilz der NSDAP bei (Mitgliedsnummer 2.452.116) und verstarb im folgenden Jahr am 1. April 1934 „nach langer schwerer Krankheit“ in Dresden. Sein unter Denkmalschutz stehendes Grab befindet sich auf dem Trinitatisfriedhof.

## Werk

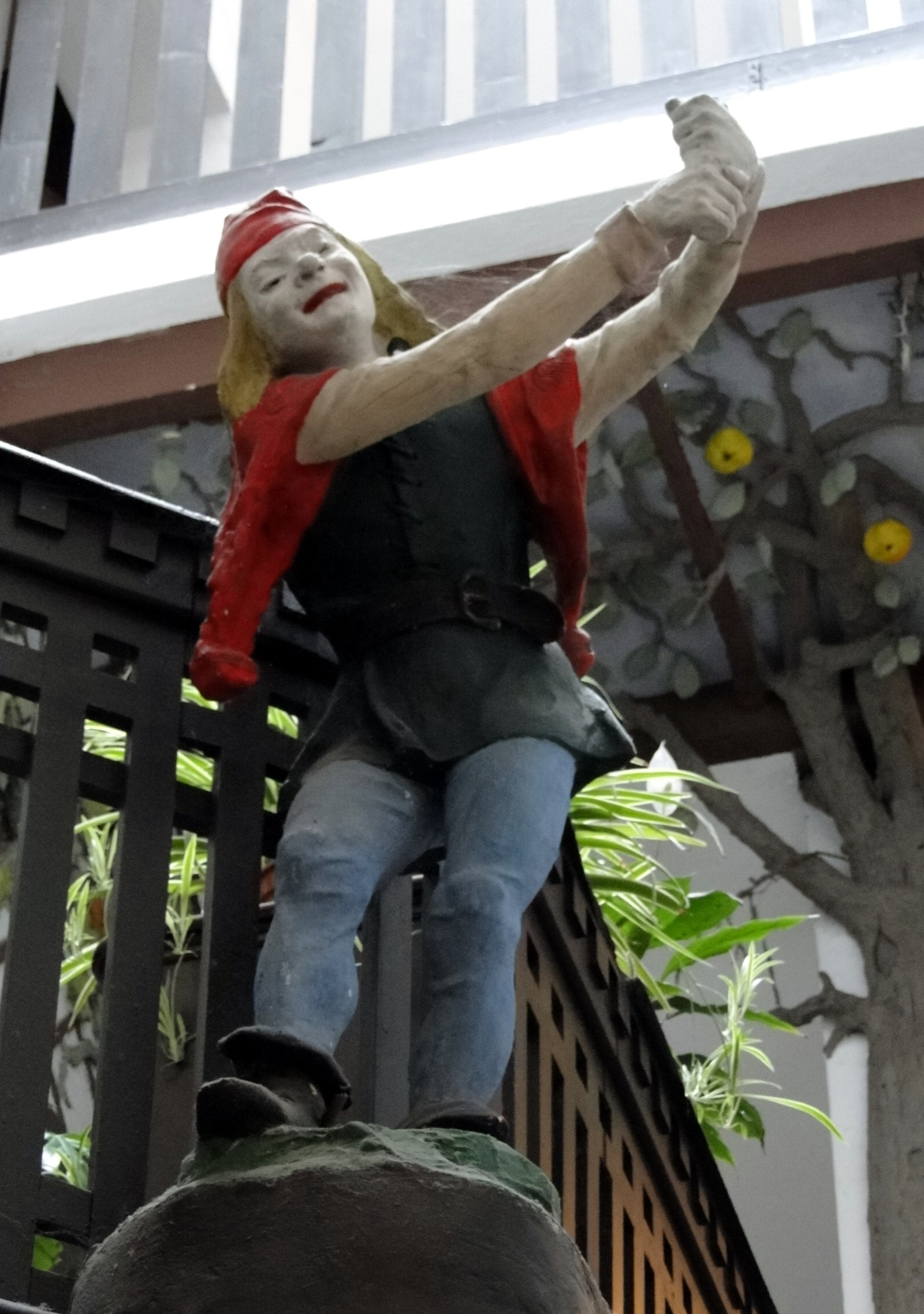
Leuchtenmann im Künstlerhaus Loschwitz

Otto Pilz hatte 1898 eine mehrwöchige Orientreise mit Oskar Erich Hösel unternommen. Hösel wurde 1903 Künstlerischer Leiter der Meißner Porzellan-Manufaktur, die er behutsam modernisierte. Vor allem die Tierfiguren der Manufaktur hoben das Meißner Porzellan auf eine Stufe mit Porzellanarbeiten aus Kopenhagen (Königlich Kopenhagen) und Nymphenburg (Porzellanmanufaktur Nymphenburg). Otto Pilz schuf als freier Mitarbeiter der Manufaktur von 1905 bis 1912 zahlreiche Gipsmodelle, von denen die Manufaktur rund 30 ankaufte. Neben Werken von Max Hermann Fritz galten die Entwürfe von Otto Pilz „als besonders attraktiv“. Die neunteilige Affenkapelle aus dem Jahr 1908 erfreut sich bis in die Gegenwart großer Beliebtheit und wird, wie Pilz’ Hundemodell Windspiele, noch heute hergestellt.

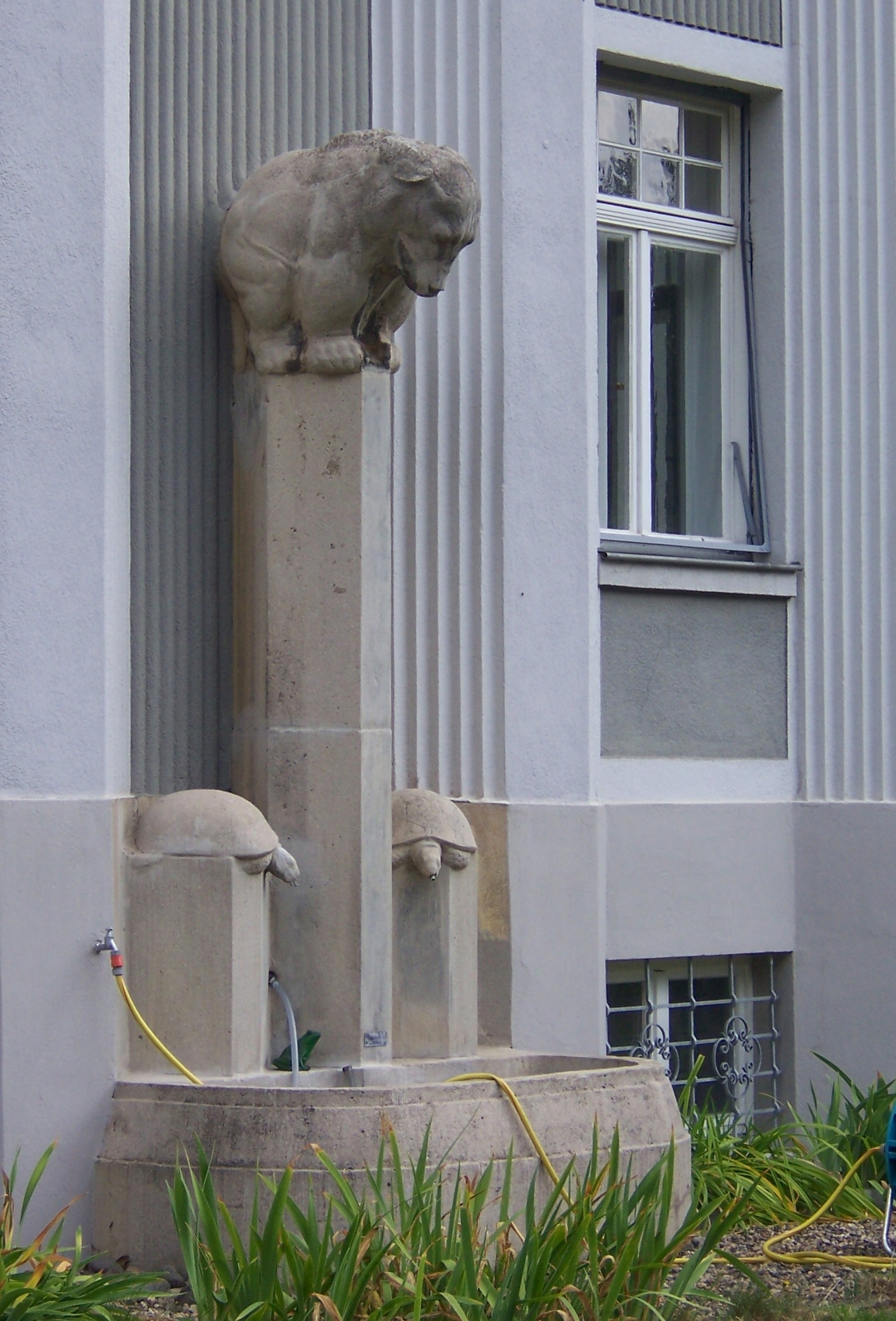
Bärenbrunnen mit zwei Schildkröten in Dresden-Striesen

Pilz schuf auch Modelle für die Schwarzburger Werkstätten für Porzellankunst und die Porzellanmanufaktur Lorenz Hutschenreuther. Weitere Kleinplastikenmodelle entstanden für verschiedene Keramikwerkstätten, unter anderem Schön & Co., Keramische Kunstwerkstätten, in Niederlößnitz und für die Königlich Dänische Hof-Terracottafabrik P. Ipsens Enke in Kopenhagen. Auch die WMF erwarb verschiedene Gipsmodelle von Otto Pilz, die als Vorlage für Galvanoplastiken genutzt wurden.
Ab 1905 fertigte Pilz Modelle für Bronzeskulpturen unterschiedlicher Größe. Während zahlreiche Tierskulpturen für die Innenraumgestaltung entworfen wurden, entstanden andere Skulpturen für den öffentlichen Raum. Sie wurden in Bronze, aber auch in Muschelkalkstein verwirklicht.
Zahlreiche Werke im öffentlichen Raum sind nicht erhalten. Sie wurden bei der Bombardierung Dresdens im Februar 1945 zerstört bzw. gelten als Kriegsverlust. Andere Werke, wie der Frosch- und Bärenbrunnen in Dresden-Löbtau oder Bronzeskulpturen eines Ferkels und eines Kalbs an Gebäuden des Schlachtshofs Dresden sind nach 1945 bzw. nach 1989 verschollen. Otto Pilz’ lebensgroßes Ulanen-Reiterstandbild, 1927 in Oschatz geweiht, wurde vermutlich um 1945 eingeschmolzen. Die Plastik des sogenannten „Bärenbrunnens“ in Chemnitz wurde im Jahr 2000 gestohlen. Eine Kopie des Quedlinburger Metallgestalters Jochen Müller (* 1959) wurde 2023 enthüllt. 

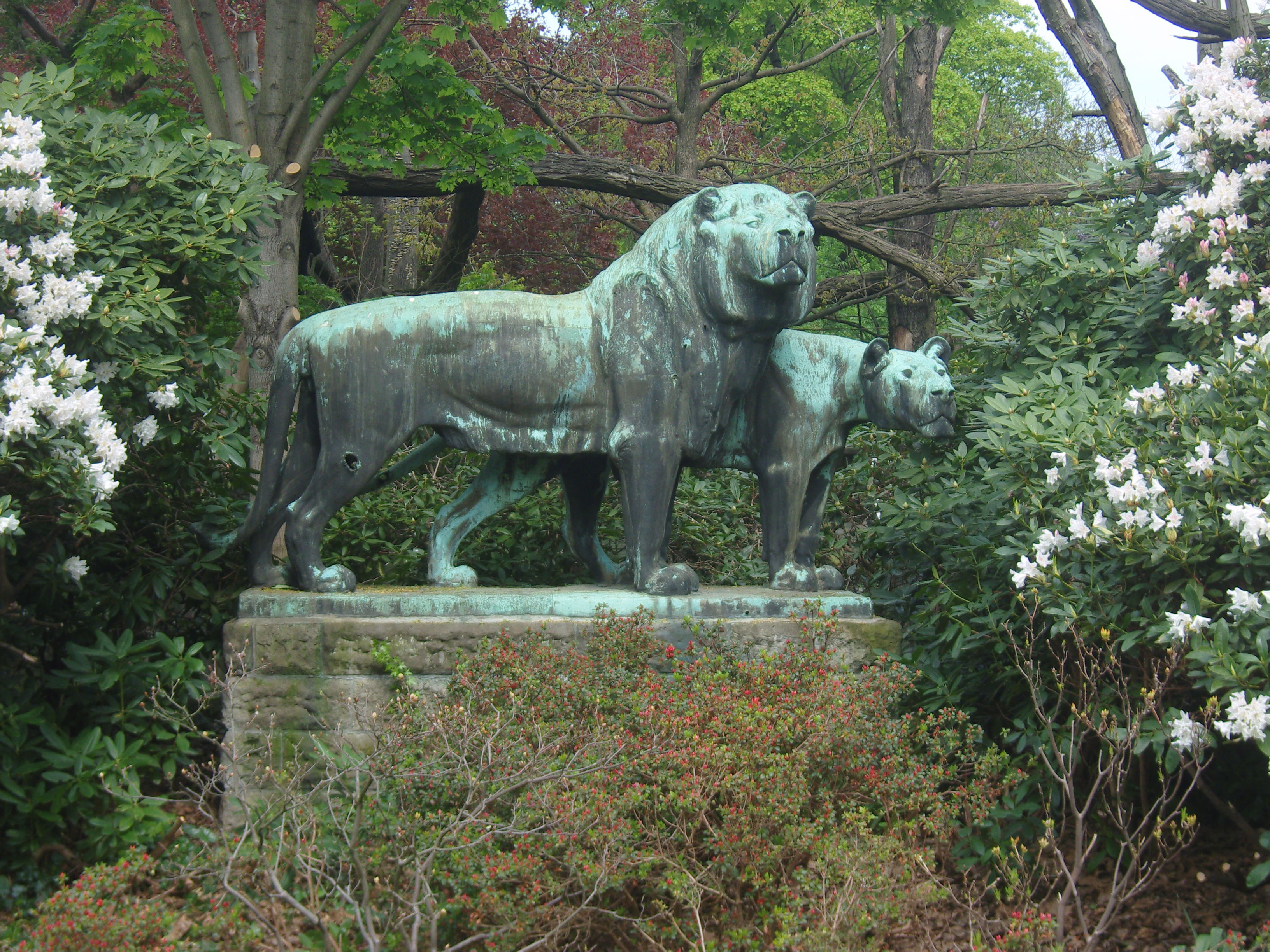
Löwengruppe im Zoo Dresden

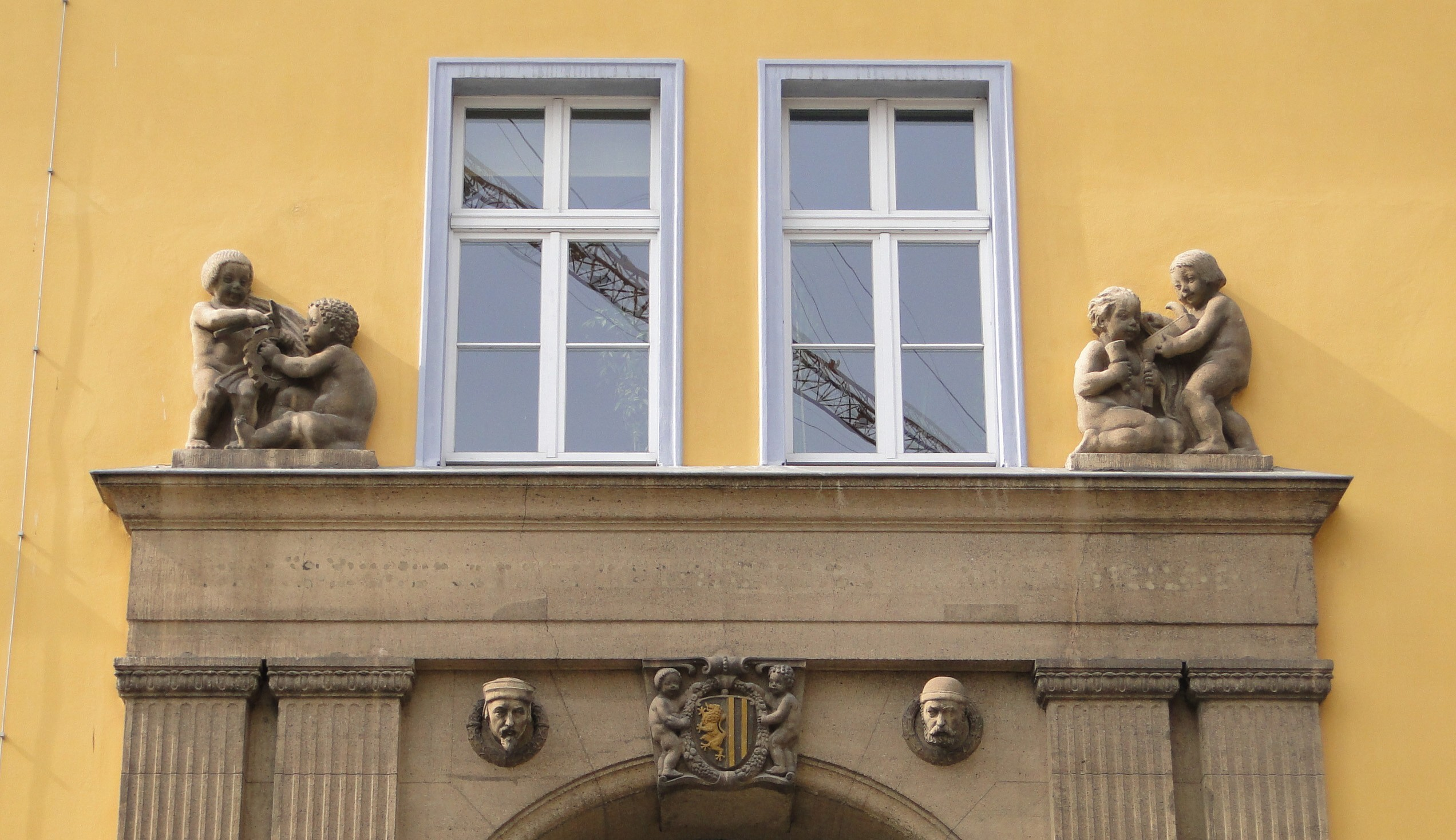
Hauptportal der Schule auf der Melanchthonstraße in der Dresdner Neustadt

Werke Otto Pilz’ im öffentlichen Raum finden sich heute vor allem in Dresden. Im Zoo Dresden sind zwei Skulpturen von Pilz erhalten. Für den Ausstellungspalast an der Stübel-Allee schuf Pilz im Jahr 1908 eine Löwen- und eine Tigergruppe, die den Haupteingang flankierten. Während der Verbleib der Tigergruppe unbekannt ist, befindet sich die Löwengruppe heute im Rosarium des Dresdner Zoos. Ein weiteres Werk von Otto Pilz im Zoo Dresden ist die Bronzeskulptur Faunjunge mit zwei jungen Bären, die er 1912 geschaffen hatte. Ein weiterer Abguss der Skulptur befindet sich heute in Privatbesitz.
Das Hauptportal der von Hans Erlwein entworfenen 4. Fach- und Fortbildungsschule auf der Melanchthonstraße in der Inneren Neustadt in Dresden schmücken im äußeren Bereich zwei Puttengruppen, im inneren zwei Männerbüsten und als Schlussstein das Dresdner Stadtwappen mit zwei kleinen Puttenfiguren. Die Portalarbeiten wurden 1914 bis 1916 von Otto Pilz in Muschelkalkbeton ausgeführt.
Eines der Lieblingsmotive Otto Pilz’ waren Bärenjunge. Das Paar Junge Bären befindet sich auf seinem Grabstein und blickt auf die Grabstätte hinunter. Andere Einzelbären fanden sich in ähnlich kauernder und hockender oder auf einem Ball balancierender Haltung wieder. Es entstanden derartige Skulpturen unter anderem in Porzellan und Bronze, aber auch in Werken für den öffentlichen Raum, wie dem Frosch- und Bärenbrunnen in Löbtau. Eine große und auch heute erhaltene derartige Bärenskulptur befindet sich an einem 1928 von Martin Pietzsch entworfenen Haus in Dresden-Striesen. Der Bärenbrunnen mit zwei Schildkröten ist ungefähr zwei Meter hoch und zeigt ein Bärenjunges, das auf einer Säule kauert und auf zwei kleine Schildkröten blickt, die als Wasserspeier fungieren.
Eines der wenigen erhaltenen Werke Pilz’ außerhalb Dresdens ist der Elsterbrunnen in Bad Elster. Der 1929 eingeweihte Brunnen zeigt eine schwarze Elster und befindet sich heute vor dem Bademuseum der Stadt.

## Ehrung
Im Dresdner Stadtteil Mockritz trägt die Otto-Pilz-Straße den Namen des Bildhauers.

## Werke

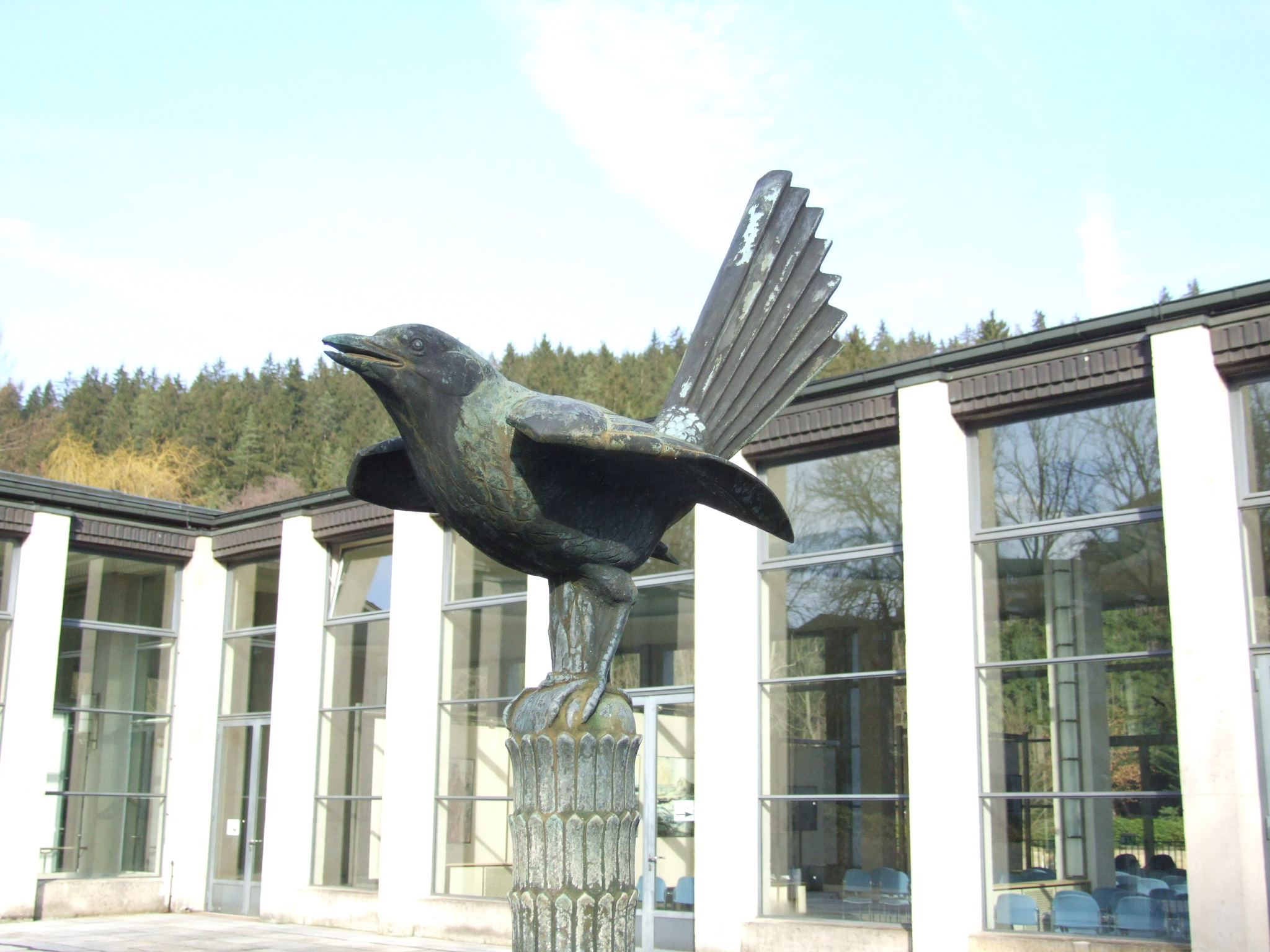
Elsterbrunnen in Bad Elster

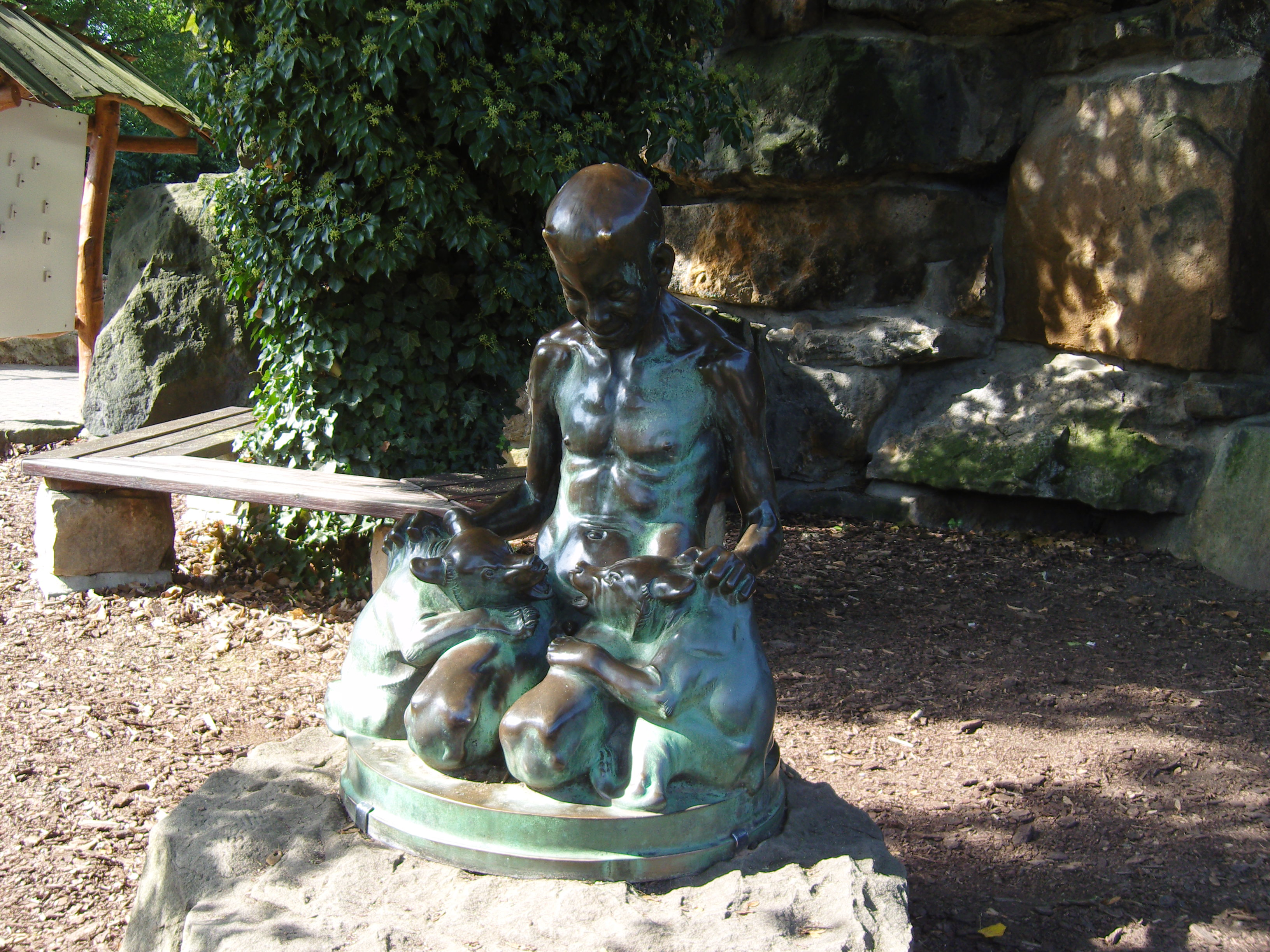
Faunplastik im Zoo Dresden

Erhaltene Werke im öffentlichen Raum:
- um 1908: Löwengruppe – Zoo Dresden
- um 1911: Faun mit zwei jungen Bären – Zoo Dresden
- 1914–1916: Hauptportal der 4. Fach- und Fortbildungsschule – Dresden-Neustadt
- 1920: Tierreliefs an einem Mauerkopf – Calberlastraße in Loschwitz (Zuschreibung unsicher)
- um 1929: Bärenbrunnen mit zwei Schildkröten – Dresden-Striesen
- um 1929: Elsterbrunnen – Bad Elster
- um 1933: Junge Bären – Figurengruppe auf seinem Grabstein

Kleinskulpturen befinden sich unter anderem in folgenden Museen:
- Bröhan-Museum, Berlin
- Deutsches Porzellan-Museum, Hohenberg
- Kunstgewerbe-Museum, Berlin
- Münzkabinett, Dresden
- Museo Nacional de Bellas Artes, Buenos Aires
- Museum der Akademie der Bildenden Künste, Leipzig
- Museum für Angewandte Kunst, Frankfurt am Main
- Skulpturensammlung, Dresden
- Städtische Galerie im Stadtmuseum Dresden